# Hermann Hinz

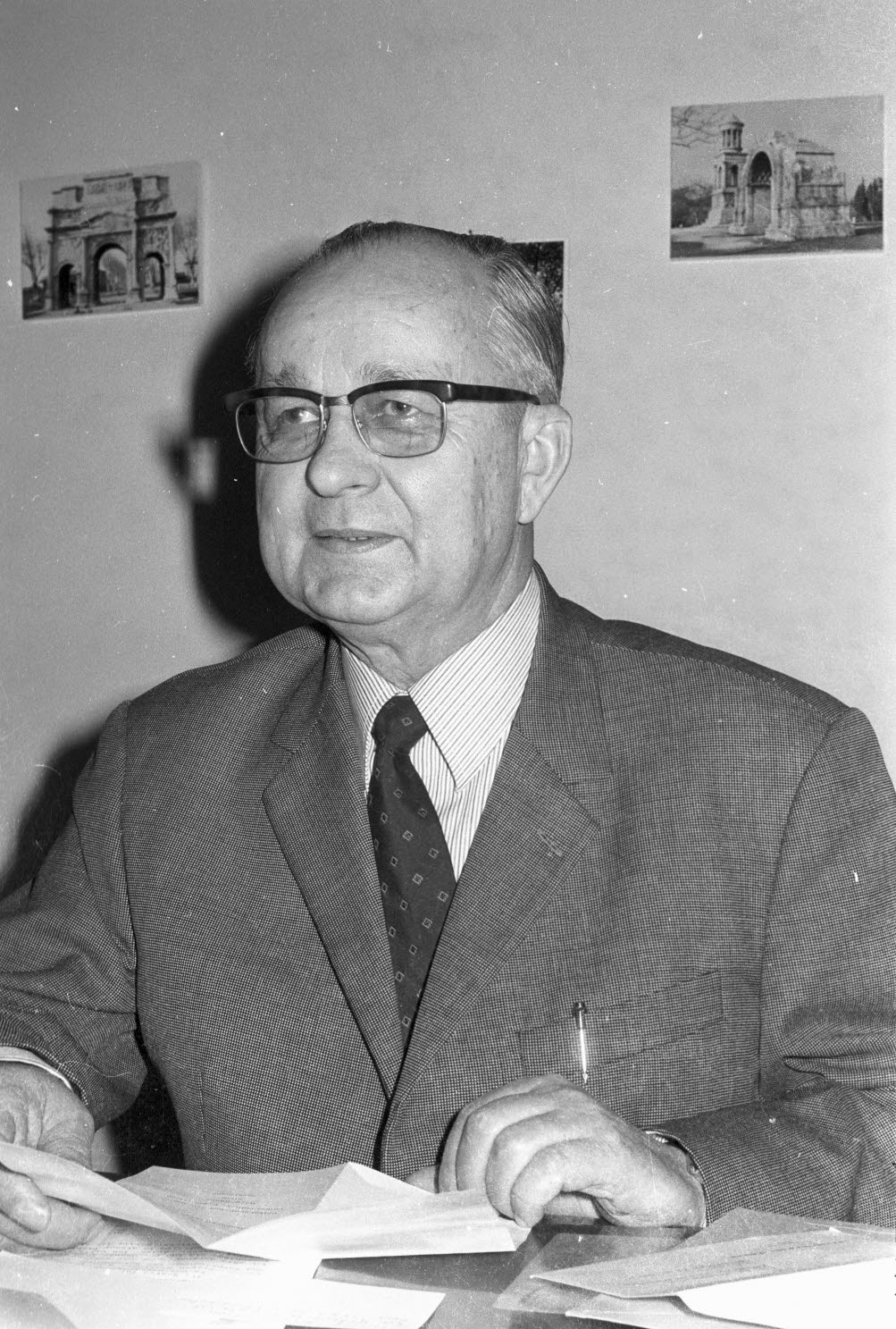
Hermann Hinz (1973)

Hermann Hinz (* 13. Februar 1916 in Wangerin, Pommern, Deutsches Reich; † 21. Dezember 2000 in Bad Krozingen) war ein deutscher Prähistoriker.

## Leben
Hermann Hinz, Sohn von Ida und Wilhelm Hinz, ist im Februar 1916 in Pommern geboren. Von 1922 bis 1926 besuchte er die Volksschule in Köslin (heute: Koszalin), auf dem dortigen Realgymnasium machte er 1935 sein Abitur. Anschließend leistete er einen Freiwilligen Arbeitsdienst und von 1935 bis 1937 den Wehrdienst. Er begann 1937 ein Studium in Lauenburg in Ostpommern (heute: Lębork) in Vorgeschichte und wechselte 1938 nach Freiburg im Breisgau, wo er die Fächer Vorgeschichte, Anthropologie, Kunstgeschichte, Geschichte, Geologie, Volkskunde, Klassische Archäologie belegte. Von 1939 bis 1941 beschäftigte er sich mit seiner Promotion in Greifswald auf den Gebieten Anthropologie, Geschichte, Klassische Archäologie, Kunstgeschichte, Volkskunde, Geologie und Vorgeschichte. 1941 schrieb er seine Dissertation mit dem Thema Die Vorgeschichte der Kreise Dramburg und Neustettin. (Vor- und Frühgeschichte) an der Philosophischen Fakultät der Christian-Albrechts-Universität zu Kiel.
Von 1939 leistete Hinz Kriegsdienst im Zweiten Weltkrieg und wurde verwundet und geriet in Kriegsgefangenschaft. 1945, aus der Gefangenschaft entlassen, wurde Hinz bis 1948 im Volksschuldienst des Landes Schleswig-Holstein in Langenhorn in Nordfriesland eingesetzt. Ab 1947 bis 1948 war er als ehrenamtlicher Kulturpfleger für die Bodendenkmalpflege in Nordfriesland tätig. Als freier Mitarbeiter des Schleswig-Holsteinischen Landesmuseums für Vor- und Frühgeschichte war er von 1949 bis 1952 tätig und erhielt ein Forschungsstipendium der Deutschen Forschungsgemeinschaft (Thema: Der vorgeschichtliche Hausbau im nördlichen Mitteleuropa). Ab 1954 arbeitete er bis 1957 an der archäologischen Landesaufnahme des Landkreises Bergheim/Erft für das Rheinische Landesmuseum Bonn als Landesmuseumsrat in Bonn. Eine Anstellung als Landesmuseumsrat und Leiter der Außenstelle Unterer Niederrhein des Rheinischen Landesmuseums in Xanten erhielt Hinz 1957. In dieser Zeit leitete Hinz unter anderem die Großgrabungen in der Römerstadt Colonia Ulpia Traiana.
1965 erhielt Hermann Hinz eine außerordentliche Professur und wurde Institutsdirektor für Ur- und Frühgeschichte am Institut für Ur- und Frühgeschichte, Philosophische Fakultät, Christian-Albrechts-Universität zu Kiel in Kiel, die 1969 in eine ordentliche Professur geändert wurde.
Hinz wurde 1981 emeritiert. Er starb 2000 im baden-württembergischen Bad Krozingen.

## Familie
Hinz war verheiratet und hatte zwei Kinder.

## Ehrungen
- Panzerkampfabzeichen in Bronze (1941), Verwundetenabzeichen in Schwarz (1941), Eisernes Kreuz II. Klasse (1941), Eisernes Kreuz I. Klasse (1941), Ostmedaille (1942), Verwundetenabzeichen in Silber (1943) und Nahkampfspange I. Stufe (1944)[1]
- Zu Hermann Hinz’ 65. Geburtstag wurde eine Festschrift publiziert[2]

## Schriften (Auswahl)
- Die Ausgrabungen in der Alten reformierten Kirche Wuppertal-Elberfeld, Wuppertal 1954
- Vorgeschichte des nordfriesischen Festlandes, Neumünster, 1954
- Die Vorgeschichte der Kreise Dramburg und Neustettin, Greifswald, 1957
- Xanten zur Römerzeit, Th. Gesthuysen, Xanten 1960
- Kaster, Bedburg/Erft, 1964
- Archäologische Funde und Denkmäler des Rheinlandes / Bd. 2. Kreis Bergheim, 1969
- Das fränkische Gräberfeld von Eick, Berlin, 1969
- Die Ausgrabungen auf dem Kirchberg in Morken, Kreis Bergheim (Erft), Düsseldorf : Rheinland-Verl., 1969
- Germania Romana / 3. Römisches Leben auf germanischem Boden, 1970
- Ein frührömisches Gräberfeld auf dem Kirchhügel in Birten, Kreis Moers. In: Rheinische Ausgrabungen. 12. Rheinland-Verlag, Bonn 1973, S. 24–83.
- Frühe Städte im westlichen Ostseeraum, Kiel, 1973
- Siedlungsforschungen auf den dänischen Inseln und im westlichen Ostseeraum, Kiel, 1980
- Motte und Donjon, Rheinland-Verlag, Köln, 1981, ISBN 3-7927-0433-1
- mit Helmut Jäger: Einzelhof. In: Reallexikon der Germanischen Altertumskunde (RGA). 2. Auflage. Band 7, Walter de Gruyter, Berlin/New York 1989, ISBN 3-11-011445-3, S. 47–51.
- Ländlicher Hausbau in Skandinavien vom 6. bis 14. Jahrhundert, Rheinland-Verlag, Köln, 1989, ISBN 3-7927-0989-9